# Emballonura monticola
Emballonura monticola је сисар из реда слепих мишева (Chiroptera).

## Угроженост
Ова врста је наведена као последња брига, јер има широко распрострањење и честа је врста.

## Распрострањење
Ареал врсте је ограничен на мањи број држава. 
Врста је присутна у Тајланду, Бурми, Малезији и Индонезији.

## Станиште
Станиште врсте су шуме. 
Врста је присутна на подручју острва Суматра, Целебес и Борнео у Индонезији.